# سيد وارتون
سيد وارتون (بالإنجليزية: Sid Wharton)‏ (1876 ببرمنغهام في المملكة المتحدة - 1951 ببرمنغهام في المملكة المتحدة) هو لاعب كرة قدم بريطاني (وحمل سابقاً جنسية المملكة المتحدة لبريطانيا العظمى وأيرلندا) في مركز جناح ‏. لعب مع برمنغهام سيتي.